# Giuseppe Porsile
Giuseppe Porsile, także Persile, Porcile, Porsille (ur. 5 maja 1680 w Neapolu, zm. 29 maja 1750 w Wiedniu) – włoski kompozytor.

## Życiorys
Syn kompozytora Carla Porsilego. Studiował w Conservatorio dei Poveri di Gesù Cristo w Neapolu, gdzie jego nauczycielami byli Gennaro Ursino i Gaetano Greco. Początkowo był wicekapelmistrzem na dworze hiszpańskiego wicekróla w Neapolu, następnie w 1695 roku wyjechał do Hiszpanii, gdzie działał na dworze króla Karola II. Po jego śmierci wyjechał do Wiednia, gdzie pozostawał w służbie arcyksięcia, a od 1711 roku cesarza Karola VI. W 1720 roku otrzymał posadę jego nadwornego kompozytora. Działał w wiedeńskim bractwie cecyliańskim. Po śmierci Karola VI przeszedł na emeryturę, otrzymując wysokie uposażenie.
Obok m.in. Johanna Josepha Fuxa i Antonio Caldary należał do grupy muzyków działających w 1. połowie XVIII wieku w Wiedniu, przyczyniając się do jego rozwoju jako ośrodka muzycznego. Jego twórczość osadzona jest w tradycji późnobarokowej szkoły neapolitańskiej, obejmuje głównie dzieła sceniczne: opery seria i okazjonalne opery dworskie oraz oratoria. Kompozytor dostosowując się do konserwatywnych gustów dworu cesarskiego wprowadzał głównie uwerturę w stylu francuskim. Jego styl cechuje się stosowaniem pomysłowych konstrukcji kontrapunktycznych z wyrazistą, śpiewną melodyką oraz harmonijnym współdziałaniem partii wokalnych i instrumentalnych.

## Wybrane kompozycje
(na podstawie materiałów źródłowych)

### Opery
- Il ritorno di Ulisse alla patria (wyst. Neapol 1707)
- Il giorno natalizio dell’imperatrice Amalia Wilhelmina (wyst. Wiedeń 1717)
- La Virtù festeggiata (wyst. Wiedeń 1717)
- Alceste (wyst. Wiedeń 1718)
- Meride e Selinunte (wyst. Wiedeń 1721)
- Il tempo fermato (wyst. Wiedeń 1722)
- La Virtù e la Bellezza in lega (wyst. Wiedeń 1722)
- Il giorno felice (wyst. Wiedeń 1723)
- Componimento a due voci (wyst. Wiedeń 1725)
- Spartaco (wyst. Wiedeń 1726)
- Il tempio di Giano, chiuso da Cesare Augusta (wyst. Wiedeń 1726)
- La clemenza di Cesare (wyst. Wiedeń 1727)
- Telesilla (wyst. Wiedeń 1729)
- Scipione Africano, Il maggiore (wyst. Wiedeń 1730)
- Dialogo tra il Decora e la Placidezza (wyst. Wiedeń 1732)
- Dialogo pastorale a cinque voci (wyst. Wiedeń 1732)
- Dialogo tra la Prudenza e la Vivacita (wyst. Wiedeń 1732)
- La Fama accresciuta dalla Virtù (wyst. Wiedeń 1735)
- Sesostri, re d’Egitto, ovvero Le feste d’Iside (wyst. Wiedeń 1737)
- Il giudizio rivocato (wyst. Wiedeń 1737)

### Oratoria
- Sisara (wyst. Wiedeń 1719)
- Tobia (wyst. Wiedeń 1720)
- Il zelo di Nathan (wyst. Wiedeń 1721)
- L’anima immortale creata e redenta per il cielo (wyst. Wiedeń 1722)
- Il trionfo di Giuditta (wyst. Wiedeń 1723)
- Il sacrifizio di Gefte (wyst. Wiedeń 1724)
- Mosè liberato dal Nilo (wyst. Wiedeń 1725)
- Assalone nemico del padre amante (wyst. Wiedeń 1726)
- L’estaltazione de Salomone (wyst. Wiedeń 1727)
- L’ubbidienza a Dio (wyst. Wiedeń 1730)
- Due re, Roboamo e Geroboamo (wyst. Wiedeń 1731)
- Giuseppe riconosciuto (wyst. Wiedeń 1733)
- La madre de’ Maccabei (wyst. Wiedeń 1737)